# Three Dog Night
A Three Dog Night egy amerikai rockegyüttes, amelyet 1967-ben Danny Hutton, Cory Wells és Chuck Negron énekesek alapítottak meg Los Angelesben (Kalifornia).  

## Története
A kezdeti felállás hamarosan a következőkkel bővült: Jimmy Greenspoon (billentyűsök), Joe Schermie (basszus), Michael Allsup (gitár) és Floyd Sneed (dob). 
Bár 1975-ban az együttes feloszlott, 1981-től ismét működik. Legismertebb slágere a Joy to the World (ezt a számot többen feldolgozták, pl. Mariah Carey).

## Tagjai

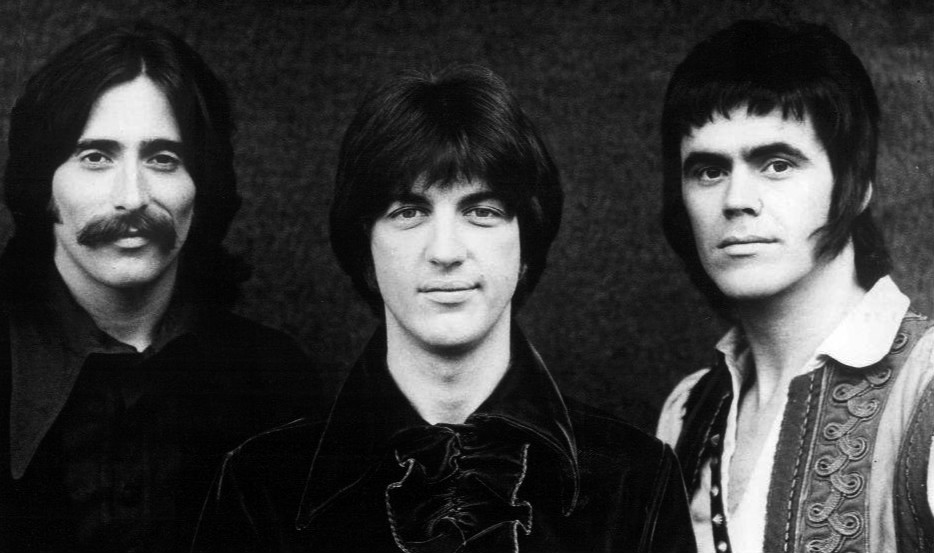
Negron, Wells és Hutton 1969-ben

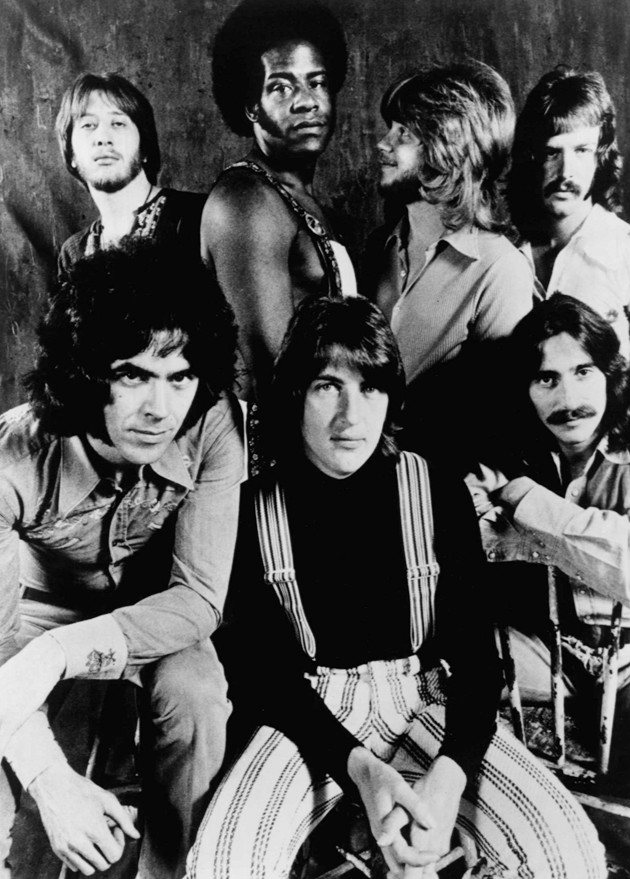
Three Dog Night, 1972

| Jelenlegi tagok - Danny Hutton - vokál (1967–1976, 1981–től) - Michael Allsup - gitár (1968–1974, 1981–1984, 1991-től) - Paul Kingery - basszus, gitár, vokál (1985–1988, 1996–től; helyettesként - 1982-1983) - Pat Bautz - dob (1993–től) - David Morgan - vokál (2015–től) - Howard Laravea - billentyűsök (2017-től) | Korábbi tagok - Cory Wells - vokál (1967–1976, 1981–2015; haláláig) - Chuck Negron - vokál (1967–1976, 1981–1985) - Jimmy Greenspoon - billentyűsök (1968–1976, 1981–2015; haláláig) - Floyd Sneed - dob (1968–1974, 1981–1984) - Joe Schermie - basszus (1968–1973; died 2002) - Jack Ryland - basszus (1973–1975) - Skip Konte - billentyűsök (1973–1976) - Mickey McMeel - dob (1974–1976) - James "Smitty" Smith - gitár (1974–1975) - Dennis Belfield - basszus (1975–1976) - Al Ciner - gitár (1975–1976) - Jay Gruska - vokál (1976) - Ron Stockert - billentyűsök (1976) - Mike Seifrit - basszus (1981–1982) - Richard Grossman - basszus (1982–1984) - Mike Keeley - dob (1985–1993) - Scott Manzo - basszus (1985–1988, 2004) - Steve Ezzo - gitár (Allsup mellett 1983-1984, 1985) - Gary Moon - basszus, vokál (1988–1989) - T.J. Parker - gitár (1988–1989) - Richard Campbell - basszus, vokál (1989–1996) - Eddie Reasoner - billentyűsök (2015–2017; helyettesként - 2014-2015) - Mike Cuneo - gitár (1989–1991) |

### Fő vokalisták az egyes daloknál
- "An Old Fashioned Love Song" – Negron
- "Black and White" – Hutton
- "Celebrate" – Hutton (Verse 1), Negron (Verse 2), Wells (Verse 3), aki a melódiát a végső refrénen énekli
- "Easy to Be Hard" – Negron
- "Eli's Coming" – Wells
- "Joy to the World" – Negron
- "Let Me Serenade You" – Wells
- "Liar" – Hutton
- "Mama Told Me (Not to Come)" – Wells
- "Never Been to Spain" – Wells
- "One" – Negron
- "One Man Band" – Hutton énekli a melódiát Negronnal az egyes szakaszokon, a végső refrénen pedig csak Negron
- "Out in the Country" – Unisono az egész együttes (!)
- "Pieces of April" – Negron
- "Play Something Sweet (Brickyard Blues)" – Wells
- "Shambala" – Wells
- "Sure As I'm Sittin' Here" – Wells
- "The Family of Man" – Hutton (Verse 1), Negron (Verse 2), Wells (Verse 3)
- "The Show Must Go On" – Negron
- "Til the World Ends" – Negron
- "Try a Little Tenderness" – Wells
- "Your Song" – Hutton

## Diszkográfiája
- Three Dog Night (1968)
- Suitable for Framing (1969)
- It Ain't Easy (1970)
- Naturally (1970)
- Harmony (1971)
- Seven Separate Fools (1972)
- Cyan (1973)
- Hard Labor (1974)
- Coming Down Your Way (1975)
- American Pastime (1976)
- It's a Jungle (1983)

## Díjai és elismerései
- Az együttest 2000-ben iktatták be a Vocal Group Hall of Fame-be.

## Fordítás
- Ez a szócikk részben vagy egészben  a   Three Dog Night című angol Wikipédia-szócikk fordításán alapul.  Az eredeti cikk szerkesztőit annak laptörténete sorolja fel. Ez a jelzés csupán a megfogalmazás eredetét és a szerzői jogokat jelzi, nem szolgál a cikkben szereplő információk forrásmegjelöléseként.

## Külső hivatkozások
- Three Dog Night hivatalos weboldal
- Three Dog Night az Internet Movie Database oldalon (angolul)
- Three Dog Night az AllMusicon
- Three Dog Night Vocal Group Hall of Fame